# Jak–1
A Jak–1 a Szovjetunióban az Jakovlev-tervezőirodában kifejlesztett egymotoros, együléses (oktató változatoknál kétüléses), alsószárnyas, behúzható futóműves, vegyes építésű vadász- és vadászbombázó repülőgép. A prototípus típusjelzése I–26 volt. A Jakovlev-vadászgépek a második világháború során a Szovjetunió által legszélesebb körben alkalmazott repülőgépcsalád volt. A Jak család összes típusváltozatából közel 37 000 db-ot, a Jak–1-ből 8700 db-ot gyártottak.

## Története
A szovjet kormány 1938-ban pályázatot írt ki egy új vadászrepülőgépre. Az új típus az I–16 (Rata) modellt hivatott leváltani. A pályázatra összesen négy prototípus nevezett, ezen modellek közül az Alekszandr Jakovlev által tervezett prototípus került ki győztesként. Ezt követően Sztálin személyesen bízta meg őt, hogy tervezze meg a következő vadászgépet a Vörös Hadsereg számára. A pályázat érdekessége volt, hogy a nyertes tervező Jakovlev ezt megelőzően csak vitorlázó és sportrepülőgépeket tervezett. A típust eredetileg funkcionalitása alapján I–26 ( isztribityel=vadász) névvel látták el, de a gyártás megkezdésekor az ebben a korban kialakuló szokás szerint tervezője után kapta nevét, ezért Jak–1-re módosították a modell elnevezését. Az első modell 1939-ben szállt fel majd ezt követően a sorozatgyártási engedélyt 1941. júniusban kapta meg. Ugyanebben a hónapban a német csapatok megtámadták a Szovjetuniót, ezért az egész gyártósort 1600 km-rel keletebbre, Kamenszk-Uralszkba költöztették. Ennek ellenére a gyártással csak másfél hónapot késtek, és mintegy 500 db Jak–1 típusú gép került a frontvonalakra 1941 végére. A Jak–1-et 1942-ben a Jak–7B vadászrepülőgép szorította ki a gyártásból.

## Szerkezeti kialakítása és műszaki jellemzői
Vegyes építésű konstrukció. Törzse acélcsövekből épített rácsszerkezet, szárnyait pedig fából építették. A könnyű konstrukció kiváló kezelhetőséget, manőverezőképességet és nagyon könnyű karbantarthatóságot eredményezett. Képességeit csak az első szériában alkalmazott 820 kW-os (1100 LE) Klimov VK–105PA (M–105PA) 12 hengeres, folyadékhűtésű V-motor gyenge teljesítménye korlátozta. Ennek ellenére 5000 m alatt könnyedén vette fel a harcot a nála jóval kifinomultabb és kiforrottabb német modellekkel. Később az elégtelen teljesítményűnek ítélt VK–105PA (M–105PA) motort a 940 kW (1260 LE) teljesítményű VK–105PF ( puska= magyarul ágyú, forszirovannij=növelt teljesítményű) motor váltotta. A fejlesztések során teljes kilátást biztosító kabinnal szerelték fel illetve jelentősen megnövelték a tűzerejét is. 
Az I–26 prototípus fegyverzete a légcsavartengelyben elhelyezett 20 mm-es SVAK gépágyú, 120 db lőszerrel, továbbá 2 db 7,62 mm-es SKASZ géppuska a motor felett, egyenként 375 db-os lőszer-javadalmazással. A Jak–1M-nél a 20 mm-es SVAK gépágyú lőszer-javadalmazását 140 db-ra növelték, a két SKASZ géppuskát pedig a motor fölött elhelyezett 1 vagy 2 db 12,7 mm-es BSZ géppuskára cserélték. A BSZ géppuskák lőszer-javadalmazása 348 db volt. Lehetőség volt a szárnyak alatti hat darab indítósínt felszerelni a 12 kg-os RSZ–82 nem irányított rakéták számára. Némelyik gépen a szárny alatti bombazárakra 2 db 50 vagy 100 kg-os bombát lehetett függeszteni.

## Típusváltozatok
- Jak–1 – Együléses vadász változat. A gyártás kezdeti modellje volt.
- Jak–1M – 1942-ben az összes addig gyártott Jak–1-es modellt erre a változatra építették át. Ez a típus már 940 kW-os (1260 LE) VK–105PF motorral.

## Üzemeltető  országok
Franciaország
 Lengyelország
 Szovjetunió

## Műszaki adatok
| Adatok                            | ' |
| Első felszállás:                  | 1939 |
| Hadrendbe állítás:                | 1941 |
| Tervezte:                         | A. S. Jakovlev tervezőirodája                                                                                       |
| Jellemzői                         | |
| Személyzet:                       | 1 fő (gyakorló-oktató változatnál Jak-7 Liszanka (rókácska)2 fő)                                                    |
| Legnagyobb sebesség földközelben: | 500 km/h |
| Legnagyobb sebesség:              | 600 km/h |
| Gyakorlati csúcsmagasság:         | 10 000 m |
| Kezdeti emelkedési sebesség:      | 1200 m/perc |
| Hatótávolság:                     | 850 km |
| Méretek                           | |
| Hossz:                            | 8,48 m |
| Magasság:                         | 3,0 m |
| Fesztávolság:                     | 10 m |
| Szárnyfelület:                    | 17,15 m² |
| Tömeg                             | |
| Üres tömeg:                       | 2375 kg |
| Felszálló tömeg:                  | 2890 kg |
| Hajtómű                           | |
| Motorok:                          | 1 db 1100 LE-s VKP-105PA (M-105PA) 12 hengeres, folyadékhűtésű V-motor később az 1260 LE-s VK-105PF motor váltotta. |
| Teljesítmény:                     | 1100-1260 LE (motortípustól függően)                                                                                |
|                                   | |

## Lásd még
Hasonló típusok:
- P–51 Mustang
- Bf 109
- Fw 190
- Supermarine Spitfire

## Külső hivatkozások
- A Jak–1 a Jakovlev honlapján (oroszul) Archiválva 2009. március 7-i dátummal a Wayback Machine-ben